# 一宮西春出入口
一宮西春出入口（いちのみやにしはるでいりぐち）は、愛知県一宮市にある名古屋高速道路16号一宮線のインターチェンジである。一宮方面の入口、清洲方面の出口が存在する。清洲方面からの出口の分岐は一部が北名古屋市（開通当時は西春日井郡西春町）にかかっている。

## 道路
- 名古屋高速16号一宮線

## 接続する道路
- 名岐バイパス（国道22号）

## 歴史
- 2005年（平成17年）2月11日 - 開業。

## 備考
- 入口・出口共に料金所なし

## 周辺
- 名古屋芸術大学

## 隣
名古屋高速16号一宮線
(1602,1612)西春出入口 - (1603,1613)一宮西春出入口 - (1604)一宮南出口